# Claire Nader
Claire Nader est une comédienne française, basée en Belgique, ayant tourné avec Roger Vadim, Roman Polanski, Dominique Issermann...

## Filmographie

### Cinéma
- 2004 : Les Gaous d'Igor Sékulic
- 2010 : Les Insomniaques de Jean-Pierre Mocky

### Télévision
- 1996 : La Nouvelle Tribu de Roger Vadim
- 1999 : Commissaire Moulin d'Yves Renier (épisode Serial Killer)
- 2012 : Le Jour où tout a basculé, épisode Ma femme est maladivement jalouse : Louise

#### Courts métrages
- Sam, Loulou et Moi de Paul Margenest
- Les fleurs ne poussent pas dans les bunkers de Grégory Watine
- Docteur Z de David Moreau
- Le Début de la gloire de Paul Roland-Lévy
- Agnès de Heo Kyung Lak
- Change ma vie de condé de Julien Dadone

#### Émission de télévision
- 1996 : Stars en folie de Stéphane Collaro : une coco-girl

#### Publicités et clips
- La Parisienne de Roman Polanski
- Toi jamais de Catherine Deneuve et Dominique Issermann

## Théâtre
- Ma femme s'appelle Maurice, mise en scène de Jean-Luc Moreau (Chevallier et Laspalès) Paris Gymnase / Marigny / Province, Suisse, Belgique
- L'Année du bac, mise en scène de Peter Müller - Paris / Mouffetard avec Fiona Gélin et Camille Cottin
- Hyperkult, mise en scène de Franck Taillez - Paris / Main d'or
- 4 caves et un mariage, mise en scène de Xavier Gojo
- La Source du bonheur, comédie musicale de Georges Bonfigli